# Anna Karolína Schmiedlová
Anna Karolína Schmiedlová, född 13 september 1994, är en slovakisk professionell tennisspelare.

## Karriär
Schmiedlová har spelat professionell tennis sedan 2011. Bland hennes meriter kan tre WTA-titlar nännas. 2023 tog hon sig till fjärde omgången i franska öppna mästerskapen.